# Jiří Podgorný
Jiří Podgorný (* 9. Dezember 1912; † 13. Januar 1987 in Prag) war einer der stärksten tschechischen Fernschachspieler.

## Fernschach
Anfang der 1930er Jahre begann Podgorný mit dem Fernschach-Spielen. Er meldete sich zu Turnieren, die von der Wiener Zeitung organisiert wurden. Ab etwa 1940 verlegte er seinen Schwerpunkt jedoch auf das Spiel am Brett. 1973 nahm er das Fernschach wieder auf. Podgorný nahm an nationalen und internationalen Turnieren teil, beispielsweise an der 2. Europa-Mannschaftsmeisterschaft. Im Halbfinale der 14. Fernschach-Weltmeisterschaft belegte er den ersten Platz (vor dem späteren Weltmeister Joop van Oosterom) und qualifizierte sich damit für die WM-Endrunde, deren Start er allerdings nicht mehr erlebte.
Für seine Erfolge erhielt er 1985 vom Weltfernschachverband ICCF den Titel Internationaler Meister im Fernschach.

## Turnierschach
Am Brett bestritt Podgorný vorwiegend Turniere in der ČSR. So war er bei bedeutenden internationalen Turnieren in Prag 1942 und 1943 dabei (damals Reichsprotektorat Böhmen und Mähren), wo er auch zweimal auf Alexander Aljechin traf, gegen den er aber jeweils verlor. Zwischen 1944 und 1959 nahm er neunmal an ČSR-Meisterschaften teil. Weitere bedeutende Turniere, die er bestritt, waren Karlsbad 1948 und Marienbad 1948.

## Sonstiges
Von 1955 bis 1974 arbeitete Podgorný als Chefredakteur bei der Schachzeitschrift Československý Šach. 1987 starb er an einem Schlaganfall.